# Planície de Liz
A planície de Liz (em turco: Liz Ovası) ou planície de Erentepe (Erentepe Ovası) está localizada no sul da vila de Erentepe. Começa no sul das montanhas Bilijane e se estende até o rio Murate, numa área de 160 quilômetros quadrados. Está localizada a sudoeste da planície de Bulaneque, entre 1500 e 1700 metros acima do nível do mar. Existem 18 aldeias na planície. Cevada e trigo são cultivados localmente.